# Cengiz İnşaat
Das Bauunternehmen Cengiz İnşaat A.Ş (‚Cengiz Bau AG‘) ist eine Tochtergesellschaft der türkischen Cengiz-Holding mit Sitz in Istanbul. Das Unternehmen erwirtschaftete im Jahr 2017 einen Umsatz von einer Milliarde US-Dollar und wird in der Fachzeitschrift Engineering News Record seit 2006 stets unter den 250 weltbesten Auftragnehmern geführt. Cengiz İnşaat hat im Rahmen der Cengiz Holding gemeinsam mit anderen Teil-Unternehmen der Gesellschaft bis ins Jahr 2019 Projekte im Wert von 11,68 Milliarden US-Dollar verwirklicht und arbeitet derzeit an Projekten im Wert von 19,73 Milliarden US-Dollar. Davon kommt ein Großteil, nämlich 18,79 Milliarden Dollar, von lokalen Projekten und 936 Millionen Dollar von internationalen Projekten. Cengiz İnşaat verfügt darüber hinaus über einen eigenen Fuhrpark im Wert von über 400 Millionen US-Dollar.

## Tätigkeiten
Die Firma operiert in den Bereichen:
- Autobahnen
- Flughäfen
- Tunnelbau
- Brücken und Viadukte
- Hochgeschwindigkeits-Zugverbindungen
- U-Bahnen
- Häfen
- Dämme und Wasserkraftwerke
- Kraftwerke
- Städtische Infrastruktur
- Hotelbau und Betrieb
- Rohrleitungen (Öl, Erdgas, Wasser)
- Bewässerung und Wasserquellen

Cengiz İnşaat hat im Bereich Autostraßen bis ins Jahr 2019 1.608 Kilometer an Straßen und 144 Straßentunnels mit einer Gesamtlänge von 238 Kilometern errichtet. Die Anzahl der konstruierten Auto-Brücken und Viadukte beläuft sich inzwischen auf 631 Bauten mit einer Gesamtlänge von 91 Kilometern.
Für die Luftfahrt hat Cengiz İnşaat unter anderem 12 Landebahnen mit einer Gesamtlänge von 46,5 Kilometern gebaut, sowie Parkraum für 500 Flugzeuge, 70.000 Fahrzeuge und 6,500 Quadratkilometer an Vorfeldfläche. Des Weiteren Terminals, Passagierbrücken, Flugsicherungstürme, Kontrolltürme, Rollwege usw.
Laufende und abgeschlossene Projekte im Bahnbereich umfassen mehr als 686 Kilometer an Schienen sowie 146 Bahn-Brücken und Viadukte mit einer Gesamtlänge von 39 Kilometern und 135 Bahntunnel mit einer Gesamtlänge von 118 Kilometern. Im U-Bahn-Segment wurden mehr als 135 Kilometer an Tunnels konstruiert.
Im Bereich Dämme und Wasserkraftwerke wurden Bauten mit einer Gesamtkapazität von 14.716 Kubikhektometern Wasser mit einer Gesamtleistung von 4.101 Megawatt und einer Jahresproduktion von 11,388 GWh hergestellt, sowie Wasser-Kanäle mit einer Länge von über 165 Kilometern. Weitere Anlagen mit über 2000 Megawatt Leistung sind in der Verwirklichung.
Auch im Bereich Schifffahrt und Häfen ist das Unternehmen tätig und verwirklichte in der Türkei Projekte wie z. B. den Hafen von Giresun, den Hafen des Sungate Port Royal Hotels nahe Antalya, sowie den Yachthafen von Alanya oder den Hafen von Hopa in der nordöstlichen Provinz Artvin.

## Aktuelle Projekte
Zu den aktuellen Großprojekten gehören unter anderem Megabauten wie der Neue Flughafen Istanbul, welcher mit jährlich 200 Millionen Passagieren, sechs Start- und Landebahnen und einem Gelände von rund 9.000 Hektar der größte Flughafen der Welt werden soll.
Ein weiteres Megaprojekt stellt der Bau des Ilısu-Staudamms am Tigris dar, welcher mit einer Länge von über 1,8 Kilometern und einer Höhe von 135 Metern ganze 10,4 Mrd. m³ Wasser speichern und 1200 Megawatt Leistung bringen soll, was einer Stromproduktion von 3.833 Gigawatt pro Stunde entsprechen würde. Der gesamte Stausee soll sich über eine Gesamtlänge von 135 Kilometern erstrecken.